# HD 215114
HD 215114，又名BD-09 6038，SAO 146271、HR 8645，是一颗恒星，视星等为6.45，位于銀經58.68，銀緯-54.29，其B1900.0坐标为赤經22h 37m 49s，赤緯-8° -54.29′ 6″。